# 阿卡斯撞擊坑
85°36′S 67°30′W / 85.6°S 67.5°W

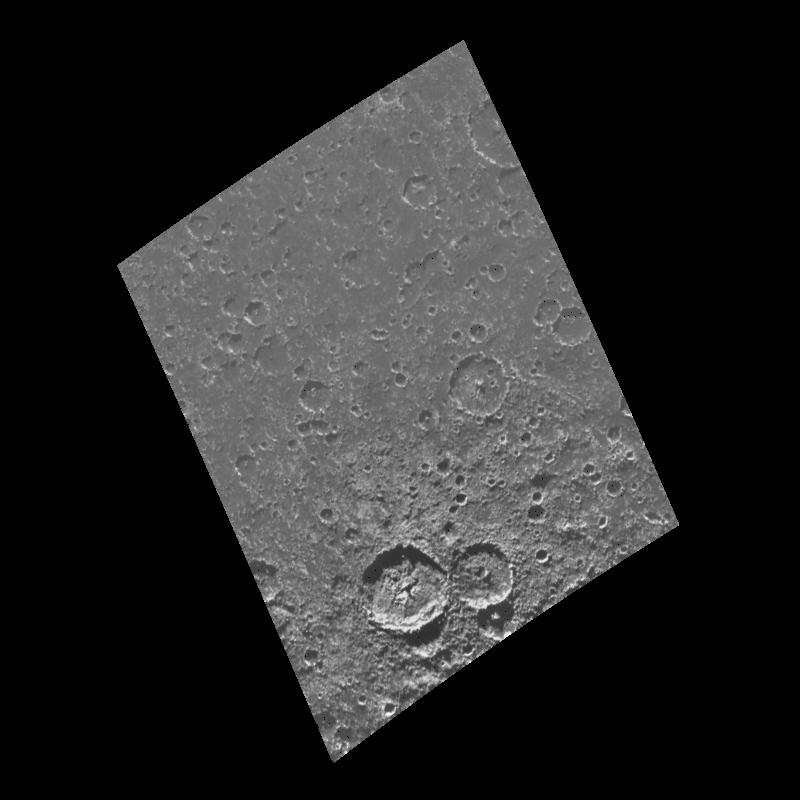
伽利略号探测器拍攝木衛四接近南極點影像，可見阿卡斯撞擊坑。

阿卡斯撞擊坑（Arcas）是木星衛星木衛四上接近南極點的撞擊坑，直徑60公里，是中央峰撞擊坑的典型例子。阿卡斯撞擊坑附近另有一個直徑較小的Ginandi撞擊坑。
該撞擊坑以希臘神話中宙斯與卡利斯托之子阿卡斯命名。